# 森比左志
森 比左志（もり ひさし、1917年10月2日 - 2018年11月9日）は、日本の児童文学作家、翻訳家、教育評論家。
もりひさし、もりひさ志、本名の森久保 仙太郎（もりくぼ せんたろう）名義を用いることもある。

## 来歴
神奈川県津久井郡（現・相模原市緑区）出身。
鎌倉師範学校（後の横浜国立大学教育学部）卒業。1940年、北原白秋門下の歌人・筏井嘉一の歌集『荒栲』に感銘を受け、筏井主宰の歌誌『蒼生』に入会。歌人として作家活動を始める。1950年、宮柊二が呼びかけ、岡部桂一郎、金子一秋、葛原繁、三木アヤ、伊藤麟、片山貞美、草柳繁一、杉本二木雄、深作光貞、山崎方代といった歌人たちが集った「泥の会」に参加。
1968年まで和光小学校教諭を務める。教師生活のかたわら外国の児童文学や絵本の翻訳を行い、エリック・カール『はらぺこあおむし』（など著名な作品を多数手がけた。『はらぺこあおむし』がとりわけ有名であるが、最も翻訳点数が多いのはガブリエル・バンサンで、『こぐまちゃん』シリーズの企画立ち上げと、こぐま社の設立に参画した。
小学校教諭時代は漫画の教育効果に注目し、1959年の『少年マガジン』創刊時に、梅根悟、海後宗臣、木下一雄、辰見敏夫、古川清行らとともに編集賛助員として関わった。また、東京放送のラジオ番組『ちえのわクラブ』の司会者も務めた。
1971年に師の筏井が没した後、歌誌『創生』（『蒼生』から戦後に改名）の発行人を引き継ぐ。
2018年11月9日、心筋梗塞により死去。101歳没。

## 受賞歴
- 1971年 「ちいさなきいろいかさ」（にしまきかやこ絵）で第18回産経児童出版文化賞受賞。
- 1984年 「くまのアーネストおじさん 既刊3冊」（ガブリエル・バンサン）で第31回産経児童出版文化賞受賞。
- 1998年 「おてがみです あるゆうびんやさんのおはなし」（ガブリエル・バンサン）で第44回産経児童出版文化賞ニッポン放送賞受賞。
- 2009年 歌集「月の谷」で日本歌人クラブ東京ブロック優良歌集賞受賞。

## 著書
- 『どうぶつ』（阪倉宜暢絵、ニューフレンド） 1952
- 『創作する子どもたち』（森久保仙太郎名義、明治図書出版、教育実践文庫） 1953
- 『夏休みの計画 ぼくらはこうやった』（森久保仙太郎名義、秋田書店、小学生クオレ文庫、生活と学習のくふう） 1956
- 『明かるい学級』（山本耀也絵、東西文明社、少年少女基本学校図書全集） 1956
- 『日本のクオレ ぼくらはこうやった』（森久保仙太郎名義編著、秋田書店、小学生クオレ文庫、生活と学習のくふう） 1956
- 『みんなの意見・わたしの意見』（森久保仙太郎名義、明治図書出版、小学生社会科文庫） 1956
- 『読書指導99の相談』（森久保仙太郎名義、明治図書出版、教師のための相談選書） 1957
- 『ことばのつかいかた 1年生』（森久保仙太郎名義、佐藤義郎絵、宝文館） 1957
- 『ママ,知らないの? 新しい家庭教育像』（森久保仙太郎名義、誠文堂新光社） 1965
- 『つきがみていたはなし』（二俣英五郎絵、こぐま社） 1966、のち改版 (菊池俊治絵） 1987
- 『ねこのコックさん』（まつしまわきこえ、野村トーイ、ロンパールームのほん） 1967
- 『くまさぶろう』（湯野誠一絵、こぐま社） 1967
- 『12345あひるのさんぽ』（油野誠一共著、こぐま社） 1969
- 『オレンジいろのさかな』（長新太絵、講談社） 1973
- 『じてんしゃこぞう』（菊池貞夫絵、学習研究社） 1974
- 『ゆっくりくまさん』（西巻茅子絵、福音館書店） 1974、2006
- 『ありがとうくまさん』（安井淡絵、金の星社、こどものくに傑作絵本） 1975
- 『おかあさんのペン 母と子の作文教室』（森久保仙太郎名義、文化出版局、よつば新書） 1976
- 『でぶひこなとひょろひこな』（むかいながまさ絵、金の星社、こどものくに傑作絵本） 1976
- 『バナナのかわですべったら』（西川おさむ絵、金の星社、こどものくに傑作絵本） 1976
- 『エルのおあずけ』（大塚民江絵、金の星社、こどものくに傑作絵本） 1976
- 『やぎさんのひっこし』（佐野洋子絵、こぐま社） 1976
- 『さっちゃんとあかちゃん』（わだよしおみ, 若山憲共著、こぐま社） 1976
- 『さっちゃんとクッキー』（若山憲, わだよしおみ共著、こぐま社） 1976
- 『たっちゃんむしばだね』（わだよしおみ, 若山憲共著、こぐま社） 1976
- 『たっちゃんとミニカー』（わだよしおみ, 若山憲共著、こぐま社） 1976
- 『たっちゃんのながぐつ』（若山憲, わだよしおみ共著、こぐま社） 1976
- 『たっちゃんとへちま』（若山憲, わだよしおみ共著、こぐま社） 1976
- 『たんじょうびおめでとう』（わかやまけん, わだよしおみ共著、こぐま社） 1977
- 『さよならさんかく』（わかやまけん, わだよしおみ共著、こぐま社） 1977
- 『ひらいたひらいた』（わかやまけん, わだよしおみ共著、こぐま社） 1977
- 『みずいろのながぐつ』（にしまきかやこ絵、金の星社） 1977
- 『月の谷 歌集』（角川学芸出版） 2008　ISBN 4046218290

### 「こぐまちゃん」シリーズ
- こぐまちゃんシリーズ （わかやまけん絵、こぐま社）
  - 『こぐまちゃんおはよう』 1970　ISBN 978-4772100212
  - 『こぐまちゃんとぼーる』 1970　ISBN 4772100210
  - 『こぐまちゃんとどうぶつえん』 1970　ISBN 4772100229
  - 『こぐまちゃんのうんてんしゅ』 1971　ISBN 4772100261
  - 『こぐまちゃんのみずあそび』 1971　ISBN 477210027X
  - 『こぐまちゃんいたいいたい』 1971　ISBN 4772100288
  - 『こぐまちゃんありがとう』 1972　ISBN 4772100288
  - 『しろくまちゃんのほっとけーき』 1972　ISBN 4772100318
  - 『こぐまちゃんとふうせん』 1972　ISBN 477210030X
  - 『こぐまちゃんのどろあそび』 1973　ISBN 4772100350
  - 『しろくまちゃんぱんかいに』 1973　ISBN 4772100369
  - 『こぐまちゃんおやすみ』 1973　ISBN 4772100377

### 共編著
- 『教室の手帖』1 - 18集（久保田浩, 森久保仙太郎名義共編、誠文堂新光社） 1952 - 1963
- 『母と子の手帖』（久保田浩, 森久保仙太郎名義共編、誠文堂新光社） 1953
- 『たのしい作文教室』（小島忠治共著、山本耀也絵、東西文明社、精選学校図書館全集） 1953
- 『学級経営小事典』（久保田浩, 森久保仙太郎名義編、誠文堂新光社） 1965
- 『3歳から6歳までの絵本と童話』（鳥越信, 森久保仙太郎名義共著、誠文堂新光社） 1967
- 『家庭学習指導事典』（三井為友, 間瀬正次, 森久保仙太郎名義共編、第一法規出版） 1970
- 『神奈川の伝説』（永井路子, 萩坂昇共著、角川書店、日本の伝説） 1977
- 『絵本の世界 作品案内と入門講座』（森久保仙太郎名義, 偕成社編集部共編、偕成社、講座絵本・児童文学の世界） 1988

## 翻訳
- 『チックタック じかんってなあに?』（ベス・ユーマン・グレイク、ハーベイ・ワイス絵、偕成社、世界の新しい絵本） 1970
- 『チップとタップの絵本』（T・V・スタジオ・デュプイ製作、榊原晃三共訳、小学館） 1974
- 『はちうえはぼくにまかせて』（ジーン・ジオン、マーガレット・ブロイ・グレアム絵、ペンギン社） 1981
- 『ハリーのだいかつやく』（ジーン・ジオン、マーガレット・ブロイ・グレアム絵、ペンギン社） 1982
- 『えっ、木がしゃべった?』（ジョン・ヒメルマン、もりひさ志名義訳、佑学社） 1987
- 『どのあしがさき? くもとむかでのおはなし』（ほそのあやこ、マイケル・グレイニエツ絵、鈴木出版、チューリップえほんシリーズ） 1999

### エリック・カール
- 『はらぺこあおむし』（エリック=カール作・絵、偕成社） 1976
- 『たんじょうびのふしぎなてがみ』（エリック=カール作・絵、偕成社） 1978
- 『ごきげんななめのてんとうむし』（エリック=カール作・絵、偕成社） 1980
- 『うたがみえるきこえるよ』（エリック=カール作・絵、偕成社） 1981
- 『おともだちのほしかったこねずみ』（エリック=カール作・絵、メルヘン社） 1981
- 『巨人にきをつけろ!』（エリック=カール作・絵、偕成社） 1982
- 『くもさんおへんじどうしたの』（エリック=カール、偕成社） 1985
- 『パパ、お月さまとって!』（エリック=カール、偕成社） 1986
- 『やどかりのおひっこし』（エリック・カール、偕成社） 1990
- 『月ようびはなにたべる? アメリカのわらべうた』（エリック・カール、偕成社） 1994
- 『ちいさなくも』（エリック・カール、偕成社） 1996
- 『さびしがりやのほたる』（エリック・カール、偕成社、光る絵本） 1996

### ガブリエル・バンサン
- 『くまのアーネストおじさん ふたりはまちのおんがくか』（ガブリエル・バンサン、ブック・ローン出版） 1983
- 『くまのアーネストおじさん かえってきたおにんぎょう』（ガブリエル・バンサン、ブック・ローン出版） 1983
  - 『かえってきたおにんぎょう (くまのアーネストおじさん)』（ガブリエル・バンサン、BL出版） 1983
- 『くまのアーネストおじさん ふたりでしゃしんを』（ガブリエル・バンサン、ブック・ローン出版） 1983
- 『くまのアーネストおじさん あめのひのピクニック』（ガブリエル・バンサン、ブック・ローン出版） 1983
- 『ねえこっちむいて (ちいさなコアラピクニク)』（ガブリエル・バンサン、ブックローン出版） 1984
- 『またきていい (ちいさなコアラピクニク)』（ガブリエル・バンサン、ブックローン出版） 1984
- 『にんぎょういかが (ちいさなコアラピクニク)』（ガブリエル・バンサン、ブックローン出版） 1984
- 『ふたりのおきゃくさま (くまのアーネストおじさん)』（ガブリエル・バンサン、ブックローン出版） 1985
- 『まいごになったセレスティーヌ (くまのアーネストおじさん)』（ガブリエル・バンサン、ブックローン出版） 1985
- 『セレスティーヌ アーネストとの出会い』（ガブリエル・バンサン、ブックローン出版） 1988
- 『びょうきになったアーネスト (くまのアーネストおじさん)』（ガブリエル・バンサン、ブックローン出版） 1988
- 『ふたりのインテリア (くまのアーネストおじさん)』（ガブリエル・バンサン、ブックローン出版） 1988
- 『サーカスがやってきた (くまのアーネストおじさん)』（ガブリエル・バンサン、ブックローン出版） 1989
- 『アントワーヌからのてがみ (くまのアーネストおじさん)』（ガブリエル・バンサン、ブックローン出版） 1991
- 『セレスティーヌとプラム (くまのアーネストおじさん)』（ガブリエル・バンサン、ブックローン出版） 1993
- 『ちっちゃなサンタさん』（ガブリエル・バンサン、ブックローン出版） 1994
- 『あの夏』（ガブリエル・バンサン、ブックローン出版） 1995
- 『アーネストがころんだ (くまのアーネストおじさん)』（ガブリエル・バンサン、ブックローン出版） 1995
- 『ちいさなもみの木 (くまのアーネストおじさん)』（ガブリエル・バンサン、ブックローン出版） 1996
- 『おてがみです あるゆうびんやさんのおはなし』（ガブリエル・バンサン、ブックローン出版） 1998
- 『わたしのきもちをきいて 1 (家出)』（ガブリエル・バンサン、BL出版） 1998
- 『わたしのきもちをきいて 2 (手紙)』（ガブリエル・バンサン、BL出版） 1998
- 『熱気球』（ガブリエル・バンサン、BL出版） 1998
- 『ふたりでめいろへ (くまのアーネストおじさん』（ガブリエル・バンサン、BL出版） 1999
- 『とおいひのうた (くまのアーネストおじさん)』（ガブリエル・バンサン、BL出版） 1999
- 『セレスティーヌのきまぐれ (くまのアーネストおじさん)』（ガブリエル・バンサン、BL出版） 2000
- 『セレスティーヌのこや (くまのアーネストおじさん)』（ガブリエル・バンサン、BL出版） 2002
- 『ボレロがやってきた (くまのアーネストおじさん)』（ガブリエル・バンサン、BL出版） 2002
- 『セレスティーヌのおいたち (くまのアーネストおじさん)』（ガブリエル・バンサン、BL出版） 2003